# دنیل آیلاس
دنیل آیلاس (انگلیسی: Daniel Islas؛ زادهٔ ۱۹ فوریهٔ ۱۹۷۹) بازیکن فوتبال اهل آرژانتین است.
از باشگاه‌هایی که در آن بازی کرده‌است می‌توان به باشگاه اتلتیکو ایندپندینته، باشگاه فوتبال اتلتیکو تیگره، و باشگاه فوتبال اتلتیکو هوراکان اشاره کرد.